# A tizenkét nidána
A tizenkét nidána (páli/szanszkrit: निदान nidāna "ok, alap, forrás vagy eredet") a buddhista pratítjaszamutpáda (függő keletkezés) tanának alkalmazása. A keletkezéssel járó dukkha (szenvedés) eredete az avidja (tévelygés).

## A láncolat visszafordítása
A szenvedést (dukkha) fenntartó jelenségek közötti kapcsolatok megértése eljuttat a nirvánába, amely a szanszárától való teljes megszabadulást jelenti.

A jelenségek csupán addig léteznek, amíg az őket fenntartó tényezők jelen vannak. Ezt az ok-okozati összefüggést a leggyakrabban a következőképpen szokták kifejezni:
|  | „Ha ez létezik, az keletkezik. Ennek a keletkezésével az keletkezik. Ha ez nem létezik, az nem keletkezik. Ennek a megszűnésével az megszűnik.” |
|  | – Szamjutta-nikája 12.61 |

Az okozati lánc visszafordítása megmutatja, miképp lehet véget vetni a szenvedésnek.

## Három élet sorozata
A nikájákból nem kapunk szisztematikus magyarázatot a nidána sorozatokra. A magyarázószövegekben használták a nidánákat, amiket három egymást követő életen keresztül mutatnak be. Az első két nidána az előző, a középső 8 a jelenlegi és az utolsó kettő a következő életre vonatkoznak.

## A 12 nidána
| Ok                                                           | Okozat                                                                | Magyarázat |
| ------------------------------------------------------------ | --------------------------------------------------------------------- | --- |
| Tévelygés - (Avidja)                                         | Késztetések (szándékos késztetések/cselekedetek) - (Szankhára)        | Nem érteni a szenvedést, nem érteni a szenvedés okát, nem ismerni a szenvedés megszüntetését, nem ismerni a szenvedés megszűnéséhez vezető gyakorlatokat: ezt nevezik tévelygésnek.                     |
| Késztetések (szándékos késztetések/cselekedetek) (Szankhára) | Tudatosság (újjászületés tudatosság) - (Vidnyána)                     | Három késztetés van: testi, verbális és mentális késztetés. |
| Tudatosság (újjászületés tudatosság) - (Vidnyána)            | Név-és-forma (mentálisan és a test valóságában) - (Námarúpa)          | A tudatosság hat osztálya: szem-tudatosság, fül-tudatosság, orr-tudatosság, nyelv-tudatosság, test-tudatosság, tudat-tudatosság. Ez a tudatosság. A tudatosság és a szervek egymás nélkül nem működnek. |
| Név-és-forma (mentálisan és a test valóságában) - (Námarúpa) | Hat érzékterület - (Sadájatana)                                       | Érzés, érzékelés, szándék, érzések és figyelem: ezeket nevezik névnek. A négy fő elem és az azoktól függő test: and the body dependent on the four great elements: ezt nevezik formának.                |
| Hat érzékterület - (Sadájatana)                              | Kapcsolódások - (Szparsa)                                             | A szemek, fülek, orr, nyelv, test és tudat jelenti a hat szervet. |
| Kapcsolódások - (Szparsa)                                    | Érzések - (Védana)                                                    | A tárgy, az érzékszerv és az ahhoz tartozó tudat kapcsolódását nevezzük kapcsolódásnak. |
| Érzések - (Védana)                                           | Sóvárgás - (Tanha)                                                    | Az érzékelés hat formája: látás, hallás, szaglás, ízlelés, tapintás és intellektuális érzékelés (gondolat).                                                                                             |
| Sóvárgás - (Tanha)                                           | Ragaszkodás - (Upádána)                                               | Hatféle sóvárgás: formák, hangok, szagok/illatok, ízek, érintések (masszázs, szex, fájdalom), és szellemi igények utáni sóvárgás.                                                                       |
| Ragaszkodás - (Upádána)                                      | Létesülés (Bhava)                                                     | Négyféle ragaszkodás: érzéki ragaszkodás, nézethez való ragaszkodás, szokáshoz való ragaszkodás és saját magunkhoz való ragaszkodás                                                                     |
| Létesülés (Bhava)                                            | Születés (hasonlít az újjászületés tudathoz) - (Dzsáti)               | Háromféle létesülés: érzékelési, formai és forma-nélküli létesülés. |
| ''Születés (hasonlít az újjászületés tudathoz) - (Dzsáti)    | Öregkor, betegség, halál és minden szenvedés dukkha) - (Dzsarámarana) | A születés bármiféle létesülés vagy keletkezés lehet. Nem csak egy élet elején lehetséges, hanem egy új állapotot vagy státuszt is jelenthet.                                                           |

A következő jellemzések további bepillantást engednek az elképzelésbe...
| 1. tévelygés                       |  | (páli: avidja)                           |
| 2. mentális késztetések/szándékok  |  | (páli: szankhára szanszkrit: szamszkára) |
| 3. megkülönböztető tudatosság      |  | (páli: vidnyána)                         |
| 4. név és forma                    |  | (páli: námarúpa)                         |
| 5. hat érzékszerv                  |  | (páli: sadájatana)                       |
| 6. kapcsolódások                   |  | (páli: phassza)                          |
| 7. érzések                         |  | (páli: védana)                           |
| 8. sóvárgás/vágyak                 |  | (páli: tanha)                            |
| 9. ragaszkodás                     |  | (páli: upádána)                          |
| 10. születési tényezők létrehozása |  | (páli: bhava)                            |
| 11. születés                       |  | (Pali: dzsáti)                           |
| 12. az összes szenvedés            |  | (páli: dzsarámarana)                     |